# وايت تشابل (محطة مترو أنفاق لندن)
وايت تشابل (بالإنجليزية: Whitechapel)‏ هي إحدى محطات مترو أنفاق لندن. تقع على خط ديستريكت وشرق لندن وهامرسميث وسيتي أفتتحت في المنطقة (Zone) رقم 2 أفتتحت في 10 أبريل 1876، 1 أكتوبر 1884.